# Неда Арнерић
Неда Арнерић (Књажевац, 15. јул 1953 — Београд, 10. јануар 2020) била је српска филмска, телевизијска и позоришна глумица. По образовању је дипломирана историчарка уметности. Арнерић се такође бавила политиком.
Њен први филм, Сан из 1966, направио је од Неде прву дечју филмску звезду Југославије, док јој је годинама касније улога младе у култном Ко то тамо пева обезбедила статус секс—симбола. У каријери дугој пола века, Арнерићева је остварила упамћене улоге у филмовима Јутро, Подне, Вишња на Ташмајдану, Уклети смо, Ирина, Исправи се Делфина, Ужичка република, Валтер брани Сарајево, Варљиво лето ’68, Тајванска канаста, Вечерња звона, С.О.С - спасите наше душе, Промени ме, За краља и отаџбину и другима. Играла је и у многобројним италијанским филмовима. Након велике популарности шездесетих и седамдесетих година прошлога века, глумица је и деведесетих доживела велику славу — захваљујући блокбастеру Три карте за Холивуд и телевизијској серији Полицајац са Петловог брда.
Добитница Награде Павле Вуисић за животно дело, која се додељује глумцу „као признање за изузетан допринос уметности глуме на домаћем филму“. Такође, добитница је две Арене на Филмском фестивалу у Пули — Златне за филм Халоа — празник курви и сребрне за улогу у драми Исправи се, Делфина, за коју је добила и Награду Царица Теодора.

## Каријера
Већ од ране младости показивала је интерес за сценску уметност. Учила је балет у Дечјој балетској групи Данице Шетине (1961—1964) и била члан Дечје драмске групе Радио Београда (1963—1966). Као тринаестогодишња девојчица (1966), снимила је свој први филм Сан, сценаристе и редитеља Пурише Ђорђевића и постала прва дечја филмска звезда у бившој Југославији. Завршила је Девету гимназију у Београду, а већ 1968. је уписала Академију за позориште, филм, радио и телевизију у Београду класи проф. Миленка Маричића.
У периоду од 1969. до 1974. живела је и радила у иностранству и у Југославији, када је снимила чак 15 филмова. Од 1974. живи у Београду, а ради у Србији и бившим југословенским републикама. За улогу Делфине, у филму Исправи се, Делфина, редитеља Александра Ђурчинова, 1977. године добила је „Сребрну арену“ на Филмском фестивалу у Пули, као и награду Награда „Царица Теодора“ на Фестивалу глумачких остварења у Нишу. Године 1980. дипломирала је историју уметности на Филозофском факултету у Београду. Од 1985. до 1999. водила је сопствену галерију Атријум у Београду. Добитница је „Златне арене“ на Филмском фестивалу у Пули (1988) за улогу у филму Халоа - Празник курви, редитеља Лордана Зафрановића.
У позоришту се први пут појављује са 15 година у дечијој представи Црвено и плаво у дуги (Позориште „Бошко Буха", режија Арсеније Јовановић). Затим следе гостовања у многим позориштима по Србији, али најзапаженије улоге Неда је остварила у представама  Професионалац (изведена 416 пута у Звездара театру) и Игра парова (изведена 200 пута у Београдском драмском позоришту). Своју монодраму Јована од метроа са успехом је играла у Атељеу 212.
Члан Демократске странке постала је 1996. године. Од 1998. предаје Јавни наступ у Центру модерних вештина у Београду. Била је народна посланица у Народној скупштини Републике Србије (2000—2004). Године 2005. постала је уметничка директорка Ниш Арт фондације у Нишу.
За своја остварења на филму, добила је 2009. Плакету Југословенске кинотеке, а 2010. Награду „Павле Вуисић“, која се додељује глумцу за животно дело. Овако је одлучио жири који чине претходни добитници овог престижног глумачког признања, у саставу: Мира Ступица, Мира Бањац и Богдан Диклић.
Била је удата за редитеља Дејана Караклајића, глумца Радета Марковића и лекара Милорада Мештеровића.
У каријери дугој 53 године, снимила је више од 110 филмова и одиграла преко 40 улога у позоришту.
О њој је Анита Панић написала монографију „Неда Арнерић: Чаробна меланхолија”.

## Филмографија
| Год.       | Назив                                          | Улога                    |
| ---------- | ---------------------------------------------- | ------------------------ |
| 1960-е     |                                                |                          |
| 1966.      | Сан                                            | Марклена                 |
| 1967.      | Ох, дивљино                                    |                          |
| 1967.      | Јутро                                          | Девојка                  |
| 1967.      | Височка хроника                                | Агата                    |
| 1968.      | Вишња на Ташмајдану                            | Вишња                    |
| 1968.      | Сачулатац                                      |                          |
| 1968.      | Подне                                          | Неда                     |
| 1969.      |                                                |                          |
| 1969.      | Време без рата                                 | Благуна                  |
| 1969.      | Необавезно (документарни филм)                 |                          |
| 1969.      | Дивљи анђели                                   |                          |
| 1970-е     |                                                |                          |
| 1970.      | Пуцањ                                          |                          |
| 1971.      | Venom                                          | Ана                      |
| 1971.      | Све од себе (серија)                           |                          |
| 1971.      | Un peu, beaucoup, passionnément...             | Неда                     |
| 1972.      | Без речи                                       |                          |
| 1972.      | Пуцањ                                          | Вера                     |
| 1972.      | Валтер брани Сарајево                          | Неда                     |
| 1972.      | Chamsin                                        |                          |
| 1972.      | Beati i ricchi                                 |                          |
| 1973.      | Paolo il caldo                                 | Катарина                 |
| 1973.      | Шафт у Африци                                  | Јазар                    |
| 1973.      | Уклети смо, Ирина                              | Ирина                    |
| 1973.      | Сутјеска                                       | Јагода                   |
| 1973.      | Образ уз образ                                 | Неда                     |
| 1974.      | L'Erotomane                                    |                          |
| 1974.      | Ужичка република                               | Јелена                   |
| 1974.      | Валтер брани Сарајево (ТВ серија)              | Неда                     |
| 1975.      | Познајете ли Павла Плеша?                      |                          |
| 1975.      | Quand la ville s'éveille                       | Софи                     |
| 1975.      | Отписани                                       | Рут                      |
| 1976.      | Ужичка република                               | Јелена                   |
| 1976.      | Част ми је позвати вас                         | Неда                     |
| 1976.      | Балада о једној застави                        |                          |
| 1976.      | Грлом у јагоде                                 | Снежана                  |
| 1976.      | Два другара                                    | Тијана                   |
| 1977.      | Љубавни живот Будимира Трајковића              | девојка без преноћишта   |
| 1977.      | Исправи се, Делфина                            | Делфина                  |
| 1978.      | Најлепше године                                |                          |
| 1978.      | Квар                                           | Нада                     |
| 1978.      | Госпођа министарка (ТВ)                        | Анка                     |
| 1980-е     |                                                |                          |
| 1980.      | Нешто из живота                                | Милица                   |
| 1980.      | Позоришна веза                                 | Косана                   |
| 1980.      | Ко то тамо пева                                | млада                    |
| 1980.      | Рад на одређено време                          | Ружица Звезданић         |
| 1981.      | Лов у мутном                                   | Дана                     |
| 1981.      | База на Дунаву                                 | Ана Стокер               |
| 1981.      | Шеста брзина                                   | Љубинка                  |
| 1982.      | Уцјена (ТВ)                                    |                          |
| 1982.      | Мој тата на одређено време                     | Ружица Звезданић         |
| 1982.      | Недељни ручак                                  | Вида                     |
| 1982.      | Приче из радионице                             | Љубинка                  |
| 1982.      | Приче преко пуне линије                        |                          |
| 1982.      | Јужна стаза                                    |                          |
| 1983.      | Разоружање звери                               |                          |
| 1984.      | Кратка средба                                  | Мирјана                  |
| 1984.      | Варљиво лето '68                               | Оља Мирановски           |
| 1984.      | Варљиво лето ’68 (ТВ серија)                   | Оља Мирановски           |
| 1984.      | Крај рата                                      | Надица Вукелић           |
| 1985.      | Двоструки удар                                 | Ана Марија               |
| 1985.      | Мушица                                         |                          |
| 1985.      | Тајванска канаста                              | Нарциса Видмар           |
| 1985.      | На истарски начин                              |                          |
| 1986.      | Вечерња звона                                  | Меира                    |
| 1987.      | Анђео чувар                                    | Мила                     |
| 1987.      | Марјуча или смрт                               | Марија                   |
| 1988.      | Лет у магли                                    | Ана                      |
| 1988.      | Халоа — празник курви                          | Мајра                    |
| 1988.      | Новогодишња прича (ТВ)                         |                          |
| 1988.      | Вечерња звона (ТВ серија)                      | Меира                    |
| 1989.      | Осми дан у недељи                              |                          |
| 1989.      | Бој на Косову                                  | Рибарица                 |
| 1989.      | Време чуда (мини ТВ серија)                    | попадија                 |
| 1989.      | Време чуда                                     | попадија                 |
| 1989.      | Атоски вртови - преображење                    | Клара                    |
| 1989.      | Метла без дршке                                |                          |
| 1989.      | Другарица министарка                           | Милка                    |
| 1990-е     |                                                |                          |
| 1990.      | Покојник                                       | Рина Марић               |
| 1990.      | Професионалац                                  | Марта                    |
| 1990.      | Метла без дршке 2                              | Мирослава, Златкова мама |
| 1990.      | Сумњиво лице                                   | Анђа Пантић              |
| 1991.      | Метла без дршке 3                              | Мирослава                |
| 1991.      | Оригинал фалсификата                           | Душанка                  |
| 1993.      | Полицајац са Петловог брда (филм)              | Наталија                 |
| 1993.      | Обрачун у Казино Кабареу                       | Силвија                  |
| 1993.      | Три карте за Холивуд                           | Наталија                 |
| 1993.      | Осмех Маргарет Јурсенар                        | Маргерит Јурсенар        |
| 1993.      | Пун месец над Београдом                        | Ђорђева мајка            |
| 1993.      | Метла без дршке 4                              | Мирослава                |
| 1993.      | Театар у Срба                                  |                          |
| 1993.      | Полицајац са Петловог брда (ТВ серија из 1993) | Наталија                 |
| 1994.      | Биће боље                                      | Мила                     |
| 1994.      | Полицајац са Петловог брда (ТВ серија из 1994) | Наталија                 |
| 1996.      | Нечиста крв                                    | Биљарица                 |
| 1997.      | Птице које не полете                           |                          |
| 1999.      | Небеска удица                                  | Мишина мајка             |
| 1999.      | Нек буде што буде                              |                          |
| 1999.      | У име оца и сина                               | Цеца                     |
| 1999.      | Точкови                                        | госпођа Ћорић            |
| 2000-е     |                                                |                          |
| 2001.      | Наташа                                         | Биљана, Наташина мајка   |
| 2003.      | Најбоље године                                 | Ирина Спасић             |
| 2003.      | Неки нови клинци                               | Вокатив                  |
| 2003.      | Казнени простор                                | госпођа Лончар           |
| 2004.      | Лифт                                           | стјуардеса Цеца          |
| 2007.      | Промени ме                                     | Дуња                     |
| 2007.      | С. О. С. - Спасите наше душе                   | Розалија                 |
| 2008.      | Горки плодови                                  | Весна Гагулић            |
| 2010.-те   |                                                |                          |
| 2010.      | Ма није он такав                               | глумица                  |
| 2007-2011. | Наша мала клиника                              | Сања Попић               |
| 2011.      | Под сретном звијездом                          | Зора Мартиновић          |
| 2012.      | Принудно слетање (ТВ)                          | Јована                   |
| 2015.      | За краља и отаџбину                            | Милена                   |
| 2017.      | Мамини синови                                  | Емилија                  |
| 2018.      | Алекси                                         | мама                     |
| 2019.      | Није све као што изгледа                       | Фрида                    |

## Одабрана театрографија
- Велико и мало, Бото Штраус (Атеље 212)
- Мрављи метеж, Александар Поповић (Атеље 212)
- Под Прешерновом бистом, Аленка Гољевшчек (Атеље 212)
- Просјачка опера, Вацлав Хавел (Атеље 212)
- Жабар, Рајнер Вернер Фасбиндер (Атеље 212, Битеф театар)
- Време чуда, Борислав Пекић Атеље 212)
- Јована од метроа, Видосав Стевановић (Атеље 212)
- Професионалац, Душан Ковачевић (Звездара театар)
- Маратонке трче почасни круг, Душан Ковачевић (Звездара театар)
- Дечко који обећава, Небојша Пајкић (Позориште Бошко Буха)
- Црвено и плаво у дуги, кинеска бајка (Позориште Бошко Буха)
- Гвоздени живот, Рона Манро (Београдско драмско позориште)
- Игра парова, Матјаж Жупачич (Београдско драмско позориште)
- Одважне девојке, Рона Манро (Београдско драмско позориште)
- Убиство сестре Џорџ, Маркус Френк (Београдско драмско позориште)
- Мобилни, Серги Бербел (Београдско драмско позориште)
- Превара, Харолд Пинтер (Битеф театар)
- Извињавамо се, много се извињавамо, Милан Николић (Театар carte blanche)
- Живјет ћемо боље, Сенка Булић (Загребачко казалиште младих)
- Мушица, Анђело Беолко Руцанте (Позориште двориште)
- Богојављенска ноћ, Виљем Шекспир (Позориште двориште)
- Порша Коклан, Марина Кар (Мало позориште Душко Радовић)
- Алекса у земљи чуда, Бранислав Милићевић (Позориштанце Пуж)